# Рейо, Леандер
Леандер Рейо (фин. Leander Reijo, 03.01.1904—19.06.1932) — эстонский, ингерманландский общественный деятель, журналист, председатель «Ингерманландского общества» («Inkerin Seura»).

## Биография
Леандер Рейо родился в деревне Кулла 3 января 1904 года.
Учился в Финляндии в Каннельярви, в 1923—1924 годах, где его в шутку прозвали Королём Ингерманландии (Inkerin kuningas). Дело в том, что Леандер Рейо отличался аристократическими чертами лица и высоким ростом, по воспоминаниям жителей он входил в избы, пригибаясь в дверях.
Государственная граница, прошедшая прямо по деревне Кулла, разделила семью Рейо. Мать с братьями остались на советской территории, в 1923 году всех его родных с советской стороны сослали в Сибирь, а их дом и небольшой садик поделили между приехавшими колхозниками. Леандер Рейо с женой, его отец и сёстры оказались в Эстонии.
В 1924—1926 годах Леандер Рейо проходил военную службу в вооруженных силах Эстонии.
В 1926 году он создаёт просветительское «Ингерманландское общество». Первым шагом в его общественной деятельности, стало основание газеты «Sanaseppä», выходившей с 1927 по 1937 год на финском языке. Тираж газеты составлял 250—500 экземпляров, но её популярность среди жителей Эстонской Ингерманландии была огромной. Печатали газету на собственном ротаторе в деревне Кулла, а позднее в Нарве в типографии Григорьева. В состав редколлегии кроме Леандера Рейо входили Роберт Рейо, Антти Харакка и Пеэтер Валтонен. У газеты было множество корреспондентов и помощников. Кроме того «Ингерманландское общество» собрало большую библиотеку, его участниками регулярно осуществлялись театральные постановки.
Леандер Рейо возглавлял также местное отделение «Кайтселийт», он установил контакты с ингерманландскими финнами по другую сторону границы, где в это время начиналась коллективизация, организовал доставку литературы и листовок, не раз переходил границу.

## Исчезновение и расстрел
В 1931 году Леандер Рейо пропал без вести в районе советской границы. Эстонские власти провели расследование, однако не смогли сделать однозначных выводов. Было высказано предположение, что популярный общественный деятель с ярко выраженными антикоммунистическими взглядами был похищен советскими спецслужбами, хотя не исключалось, что он сам перешёл границу и уже в СССР был арестован или убит.
В том же году эстонским писателем Арнольдом Ару была написана пьеса «Inkerin kuningas», где высказывалась версия, что Леандера Рейо заманил в ловушку предатель, перешедший на сторону большевиков. В 1934 году пьеса была переведена на финский язык и издана в Финляндии.
В середине 1990-х годов, после открытия доступа к архивам КГБ, стало известно, что к нему были направлены агенты, которые должны были уговорить его перейти границу с СССР. Это им удалось, однако в какой-то момент Рейо, поняв, что попал в ловушку, пытался сопротивляться, но был ранен и насильно доставлен на советскую сторону.
3 декабря 1931 года он оказался в одном из ленинградских ДПЗ. Леандр Рейо стал одним из 158 ингерманландцев арестованных по следственному делу № 958/396-32 года/2913-4000-1931 года — официально называемому делу «Инкери». По нему проходили ингерманландцы, крестьяне деревень в основном Колтушского и Романовского сельсоветов Ленинградского Пригородного района (ныне Всеволожский район) Ленинградской области. Все они обвинялись в контрреволюционной работе и пропаганде идеи «Великой Финляндии».
Согласно материалам дела Леандр Рейо обвинялся в том, что
 
а) в период с 1924 года, являясь членом Карельского академического общества и председателем общества «Инкери» в Эстонии вёл контрреволюционную работу на территории Советской Ингерманландии, с целью присоединения Советской Ингерманландии к Финляндии.

б) в период с 1927 года, будучи сотрудником Эстонского Генерального штаба, вёл военно-экономическую разведку на территории СССР, направляя в СССР эстонских разведчиков, а также направил одного из них с целью диверсии — поджога Гатчинских аэродромных ангаров. Чем совершил преступления по статьям 58-4, 58-6 и 58-11 УК. Виновным себя признал.
Согласно материалам дела 14 июня 1932 года с 33 арестованных за отсутствием состава преступления обвинения были сняты, по отношению к остальным 125 следственное дело в 19 томах было направлено в коллегию ОГПУ для рассмотрения во внесудебном порядке.
По другим данным, 19 июня 1932 года Леандера расстреляли в числе 8 других лидеров ингерманландцев, ещё 117 человек сослали в Казахстан.

## Семья
- Жена — Линда Рейо (ур. Албер, р. 30.06.1906). В ноябре 1940 года, после присоединения Эстонии, была арестована и отправлена в лагеря. Освобождена в 1956 году, реабилитирована в 1965 году, умерла в декабре 1983 года в Таллине.
- Сын Лейно, р. 31.01.1930, погиб в Таллине в марте 1944 года во время бомбардировки города.
- Дочь Хельё, р. 12.04.1931, окончила Таллинский педагогический институт, работала учительницей в Таллине.

## Фото

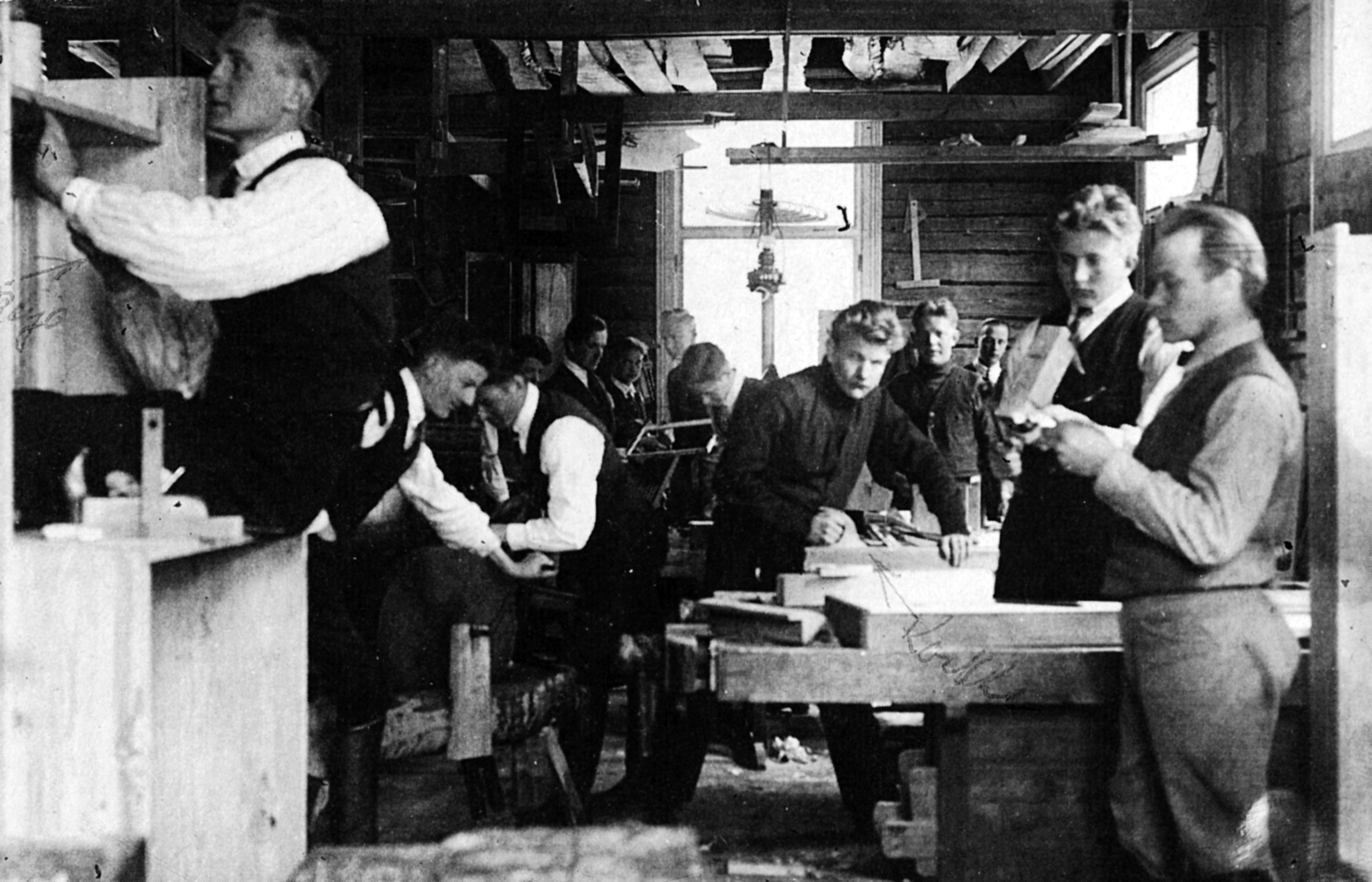
Занятия в столярной мастерской народного училища в Каннельярви. Слева стоит Леандр Рейо. 1924 год
Леандр и Линда Рейо. 1924 год
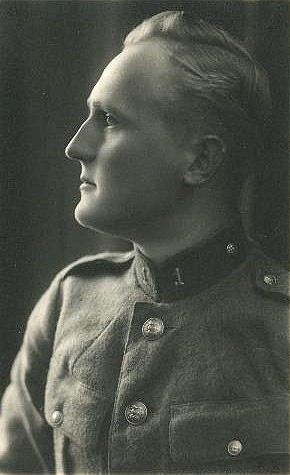
Леандр Рейо. 1930 год
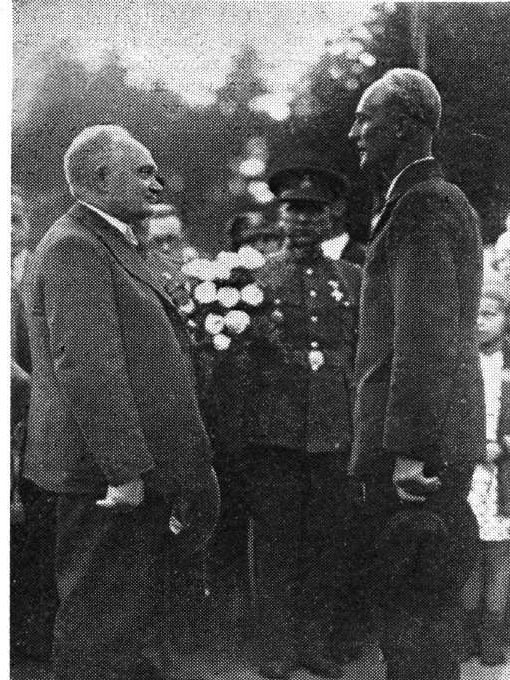
Константин Пятс и Леандер Рейо. 1931 год
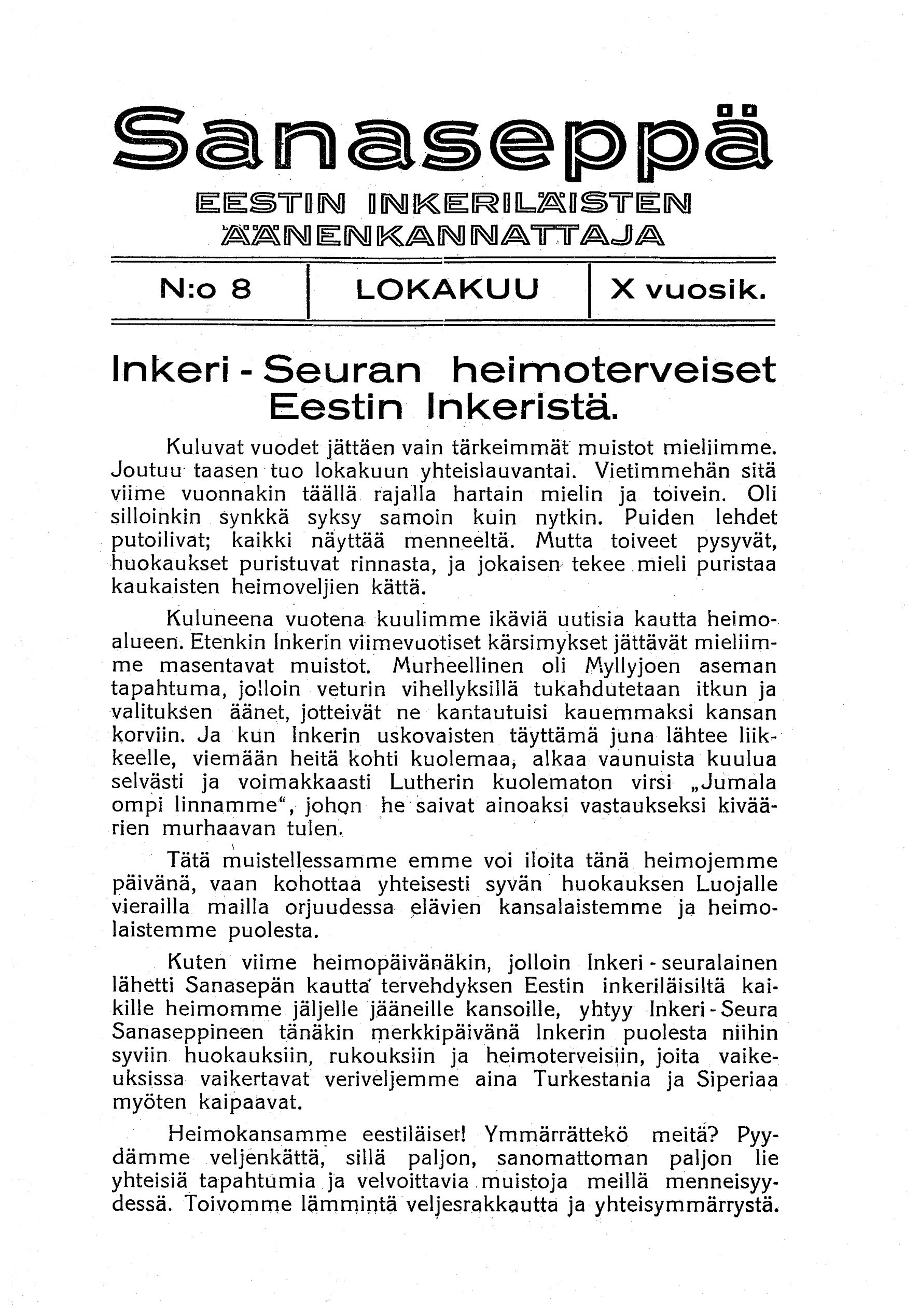
Газета «Sanaseppä». 1937 год
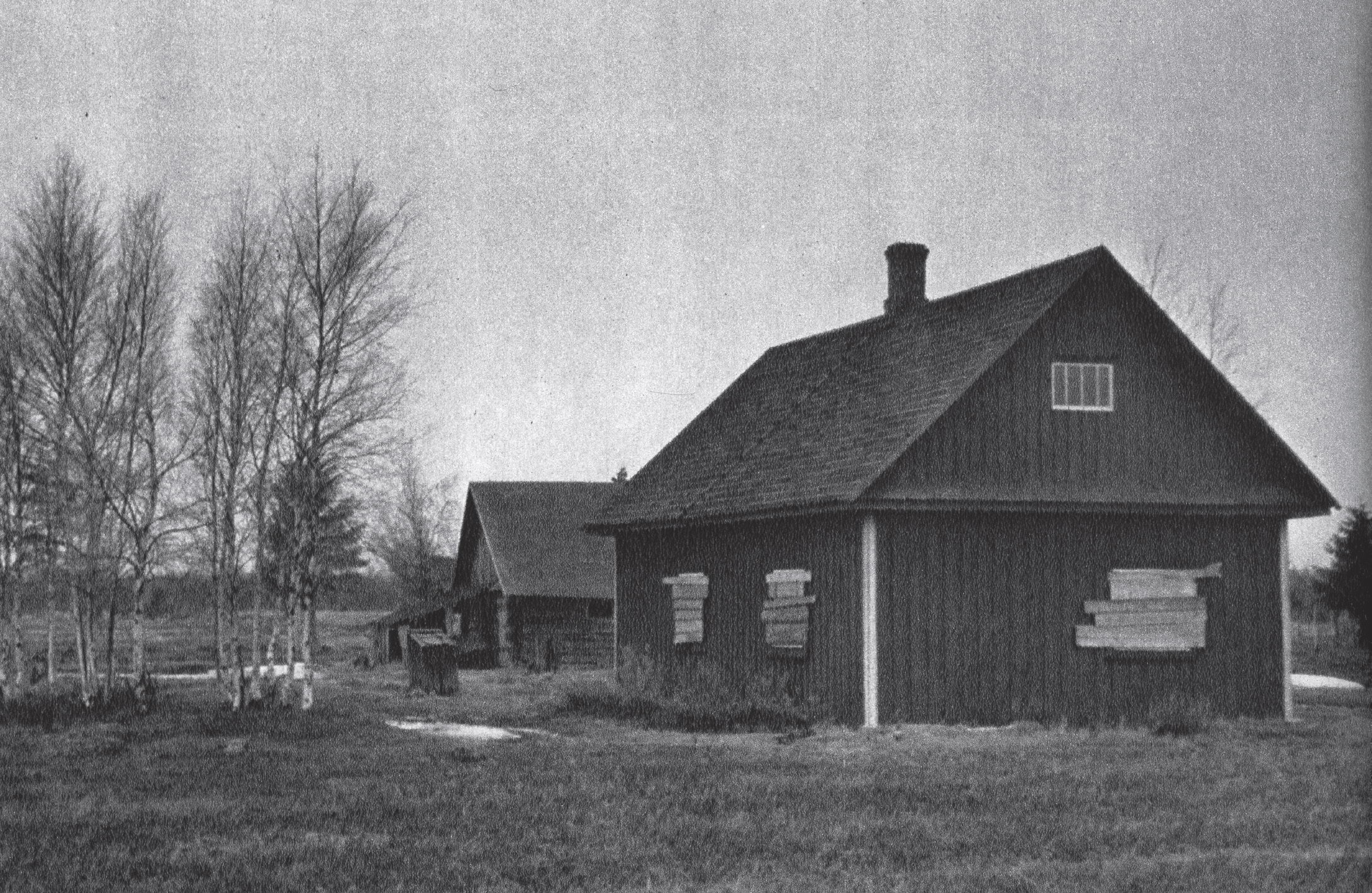
Дом Леандера Рейо в деревне Кулла в 200 метрах от границы с СССР. 1943 год